# Marilyn Neufville
Marilyn Neufville, née le 16 novembre 1952, est une ancienne athlète jamaïcaine qui a obtenu de nombreux succès en sprint de 1967 à 1971.
Elle établit un record du monde sur 400 m et remporte quatre médailles lors de compétitions internationales.

## Biographie
Née en Jamaïque, elle a émigré à l'âge de huit ans en Grande-Bretagne où elle remporta trois titres AAA en junior : sur 100 yd et 150 yd en catégorie moins de 15 ans en 1967 et sur 220 yd en moins de 17 ans en 1968.
En 1969, elle est vice-championne AAA derrière Dorothy Hyman. Sur 400 m, elle coure en 54 s 2. Elle fait ses débuts sur la scène internationale en mars 1970, lorsqu'elle participe aux championnats d'Europe d'athlétisme en salle et remporte l'or pour la Grande-Bretagne sur 400 m en 53 s 01 (meilleure performance en salle). Plus tôt dans l'année, elle s'était adjugée le titre AAA en salle sur cette même distance avec 1 s 6 d'avance sur la deuxième.
L'été suivant, elle participe aux Jeux du Commonwealth britannique à Édimbourg. Elle décide de représenter sa patrie d'origine, la Jamaïque au lieu de la Grande-Bretagne malgré une grande résistance du public qui considère son refus de courir pour la Grande-Bretagne comme une trahison. Elle établit un nouveau record du monde en améliorant la précédente marque détenue par les Françaises Colette Besson et Nicole Duclos de 0 s 7 à 51 s 0 (temps arrêté électroniquement à 51 s 02).
En 1970, elle remporte le meeting ISTAF à Berlin puis le championnat AAA en 52 s 6 devant les Allemandes Christel Frese et Inge Eckhoff. En 1971, aux championnats AAA en salle, elle est battue par Jannette Champion qui prend ainsi sa revanche sur l'année précédente. La même année, aux Jeux panaméricains à Cali, elle remporte sa troisième médaille d'or et du bronze avec le relais 4 × 400 m.

## Palmarès

### Championnats d'Europe en salle
- Championnats d'Europe d'athlétisme en salle de 1970 à Vienne (Autriche)
  -  Médaille d'or sur 400 m

### Jeux du Commonwealth britannique
- Jeux du Commonwealth britannique de 1970 à Édimbourg (Royaume-Uni)
  -  Médaille d'or sur 400 m
  - 5e en relais 4 × 100 m
- Jeux du Commonwealth britannique de 1974 à Christchurch (Nouvelle-Zélande)
  - 6e sur 400 m

### Jeux panaméricains
- Jeux Panaméricains de 1971 à Cali (Colombie)
  -  Médaille d'or sur 400 m
  -  Médaille de bronze en relais 4 × 400 m

### Championnats d'Amérique centrale et des Caraïbes
- Championnats d’Amérique centrale et des Caraïbes de 1971 à Kingston (Jamaïque)
  -  Médaille d'or sur 400 m

## Records
- Record du monde du 400 m en 51 s 00 le 23 juillet 1970 à Édimbourg (amélioration du record du monde codétenu par Colette Besson et Nicole Duclos, sera égalé par Monika Zehrt et Mona-Lisa Pursiainen puis battu par Irena Szewinska)
- record du monde du 400 m en salle en 53 s 01 en mars 1971 à Vienne

## Sources
- (de) Cet article est partiellement ou en totalité issu de l’article de Wikipédia en allemand intitulé « Marilyn Neufville » (voir la liste des auteurs).